# Apollo IE
Der Apollo IE (IE: italienisch Intensa Emozione, übersetzt: „intensives  Gefühl, intensive Gemütsbewegung“) ist ein Supersportwagen des Automobilherstellers Apollo Automobil Ltd., wo Apollo aus der Gumpert Sportwagenmanufaktur als Marke verblieb.
Der auf dem Goodwood Festival of Speed im Juli 2019 präsentierte und auf 72 Exemplare limitierte De Tomaso P72 sollte als technische Basis das Chassis des IE nutzen.

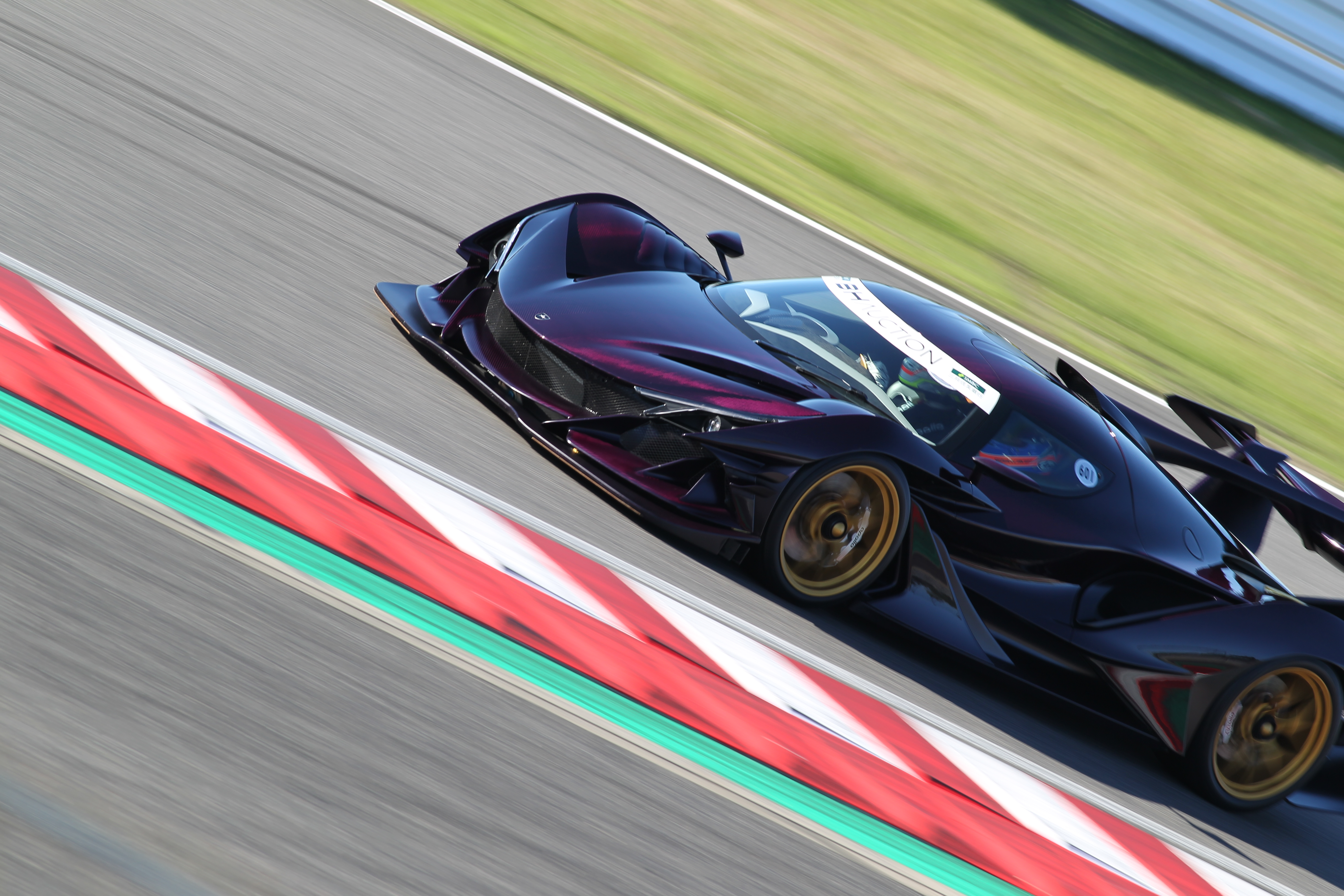

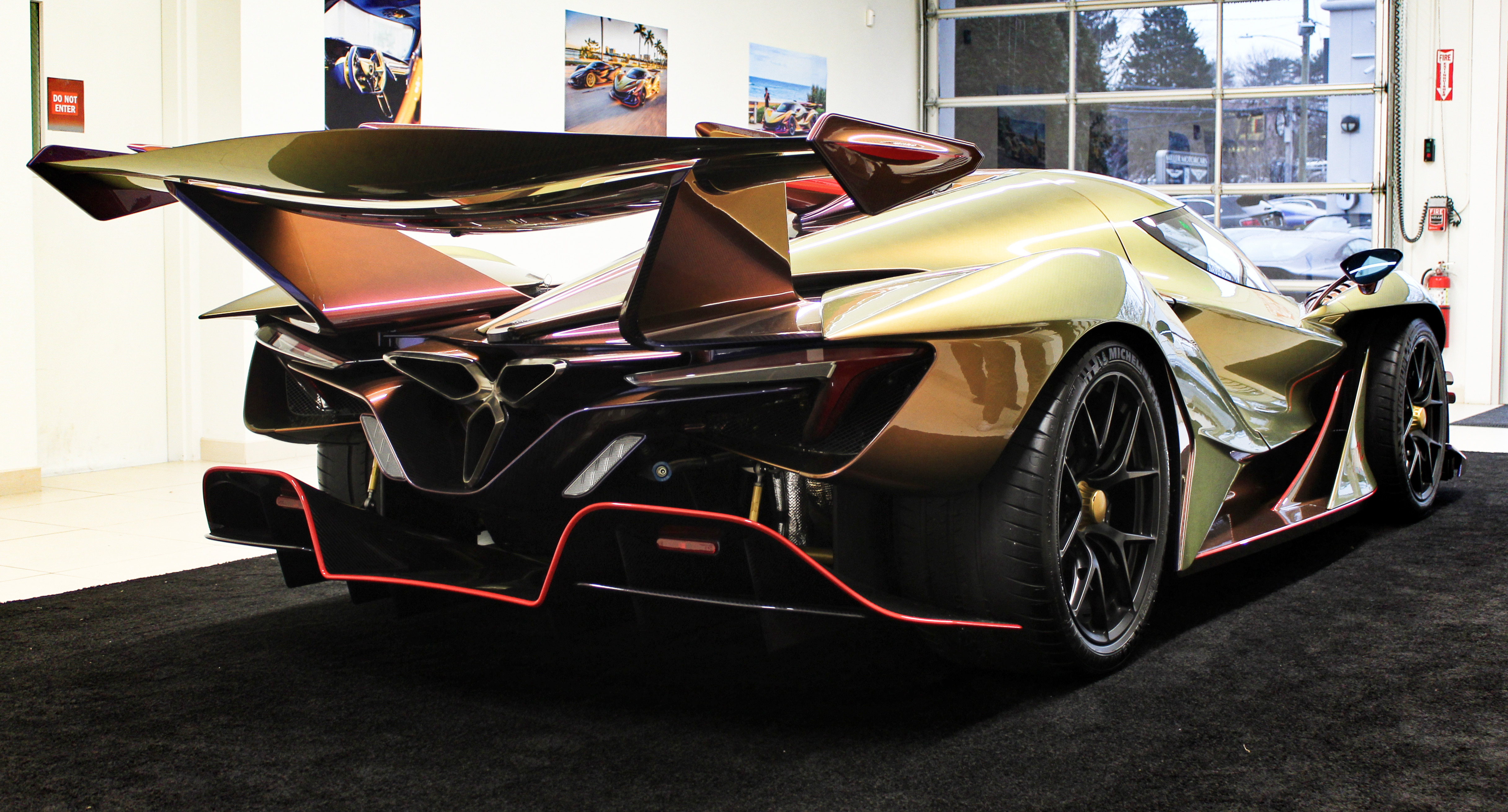
Heck des Apollo IE

## Geschichte
Ursprünglich war eine Zusammenarbeit mit Scuderia Cameron Glickenhaus geplant, dann wurde unter dem neuen Eigentümer zusammen mit dem italienischen Unternehmen Manifattura Automobili Torino (MAT) gearbeitet. Roland Gumpert war an der Entwicklung des IE nicht mehr beteiligt. Vorgestellt wurde das auf zehn Exemplare limitierte Fahrzeug im Oktober 2017 in Italien.  Eine Straßenzulassung für den Supersportwagen ist nicht vorgesehen, eine Straßenversion auf Basis des auf dem Genfer Auto-Salon 2016 vorgestellten Apollo Arrow galt aber als wahrscheinlich. Das Kohlefaser-Chassis wurde zusammen mit HWA und Capricorn entwickelt. 2018 waren die zehn Fahrzeuge verkauft. Die ersten Wagen wurden 2020 ausgeliefert.

## Technik
Das Chassis des IE besteht aus Kohlenstofffaserverstärktem Kunststoff. Es wiegt lediglich 105 kg.

### Antrieb
Der Apollo IE ist mit einem 6,3-Liter-V12-Ottomotor ausgestattet, der 574 kW (780 PS) leistet; das maximale Drehmoment beträgt 760 Nm. Die Basis ist ein vom Ferrari F12 übernommener, aber von Autotecnica Motori komplett überarbeiteter V12-Saugmotor. Der Wagen hat ein sequentielles, pneumatisch geschaltetes Sechsganggetriebe von Hewland und beschleunigt in 2,7 Sekunden von 0 auf 100 km/h. Die Höchstgeschwindigkeit liegt bei 335 km/h.

### Fahrwerk
Das Fahrwerk orientiert sich an Formel-1-Rennwagen: alle Räder sind an doppelten Querlenkern aufgehängt. Darüber hinaus hat der IE einstellbare Stabilisatoren und anpassbare Stoßdämpfer, die sich als Komfort, Sport oder Auto einstellen lassen. Ein elektrohydraulisches System kann die Bodenfreiheit bei Geschwindigkeiten bis 30 km/h um 50 mm erhöhen. Die 380-mm-Bremsscheiben haben vorn Sättel mit sechs, hinten mit vier Kolben.

### Technische Daten
|                                             | Apollo IE                                      |
| Bauzeitraum                                 | 2019–2023                                      |
| Motorkenndaten                              |                                                |
| Motortyp                                    | V12-Ottomotor                                  |
| Gemischaufbereitung                         | Saugrohreinspritzung                           |
| Motoraufladung                              | —                                              |
| Hubraum                                     | 6262 cm³                                       |
| max. Leistung bei min−1                     | 574 kW (780 PS) / 8500                         |
| max. Drehmoment bei min−1                   | 760 Nm / 6000                                  |
| Kraftübertragung                            |                                                |
| Getriebe, serienmäßig                       | sequentielles pneumatisches Sechsgang-Getriebe |
| Messwerte                                   |                                                |
| Höchstgeschwindigkeit                       | 335 km/h                                       |
| Beschleunigung, 0–100 km/h                  | 2,7 s                                          |
| Leergewicht                                 | 1250 kg                                        |
| Tankinhalt                                  | 100 l                                          |
| Kraftstoffverbrauch auf 100 km (kombiniert) |                                                |
| CO2-Emissionen (kombiniert)                 |                                                |
| Abgasnorm                                   | -                                              |